# Historyczne krainy Finlandii

Prowincje historyczne Finlandii z zaznaczonymi granicami obecnych regionów (fiń. maakunta)

Tradycyjnymi jednostkami podziału terytorialnego Finlandii jest jej dziewięć krain historycznych (fiń. historialliset maakunnat, l.poj. historiallinen maakunta; szw. historiska landskap). Od 1634 nie pełnią one żadnych funkcji administracyjnych. Ich granice w zasadzie pokrywają się z zasięgiem dialektów języka fińskiego. Mają także znaczenie w poczuciu tożsamości regionalnej.

## Historia
Terminem historyczne krainy (prowincje) Finlandii określa się dziewięć jednostek podziału terytorialnego, których tradycje sięgają średniowiecza, kiedy została zapoczątkowana kolonizacja Finlandii przez Szwecję. Do 1809 Finlandia stanowiła wschodnią część Królestwa Szwecji i historia obu krajów była wspólna.
Do 1634 prowincje (landskap) pełniły funkcje administracyjne w ramach Królestwa Szwecji. W 1634, w wyniku reformy kanclerza Axela Oxenstierny, wprowadzono nowy podział administracyjny, którego podstawową jednostką był län (fiń. lännit). Podział ten utrzymał się w Finlandii do reformy, która weszła w życie 1 stycznia 1998.

## Historyczne krainy Finlandii
Historyczne krainy Finlandii:
|   | Herb | Kraina historyczna | Nazwa fińska    | Nazwa szwedzka    |
| - | ---- | ------------------ | --------------- | ----------------- |
| 1 |      | Häme               | Häme            | Tavastland        |
| 2 |      | Karelia            | Karjala         | Karelen           |
| 3 |      | Laponia            | Lappi           | Lappland          |
| 4 |      | Ostrobotnia        | Pohjanmaa       | Österbotten       |
| 5 |      | Satakunta          | Satakunta       | Satakunda         |
| 6 |      | Sawonia            | Savo            | Savolax           |
| 7 |      | Uusimaa            | Uusimaa         | Nyland            |
| 8 |      | Varsinais-Suomi    | Varsinais-Suomi | Egentliga Finland |
| 9 |      | Wyspy Alandzkie    | Ahvenanmaa      | Åland             |